# 豊頃茂岩テレビ中継局
豊頃茂岩テレビ中継局（とよころもいわてテレビちゅうけいきょく）は、北海道豊頃町に置かれているテレビ中継局。

## 中継局概要

### デジタルテレビ放送
| リモコン 番号 | 放送局名             | チャンネル 番号 | 空中線 電力 | ERP    | 偏波面   | 放送対象地域 | 放送区域 内世帯数 | 運用開始日     |
| ------------- | -------------------- | --------------- | ----------- | ------ | -------- | ------------ | ----------------- | -------------- |
| 1             | HBC 北海道放送       | 42              | 10mW        | 17.5mW | 水平偏波 | 北海道       | 200世帯           | 2010年 9月30日 |
| 2             | NHK 帯広教育         | 40              | 10mW        | 17.5mW | 水平偏波 | 全国         | 200世帯           | 2010年 9月30日 |
| 3             | NHK 帯広総合         | 38              | 10mW        | 17.5mW | 水平偏波 | 十勝圏       | 200世帯           | 2010年 9月30日 |
| 5             | STV 札幌テレビ放送   | 44              | 10mW        | 17.5mW | 水平偏波 | 北海道       | 200世帯           | 2010年 9月30日 |
| 6             | HTB 北海道テレビ放送 | 46              | 10mW        | 17.5mW | 水平偏波 | 北海道       | 200世帯           | 2010年 9月30日 |
| 7             | TVh テレビ北海道     | 37              | 10mW        | 17.5mW | 水平偏波 | 北海道       | 200世帯           | 2012年 6月4日  |
| 8             | UHB 北海道文化放送   | 48              | 10mW        | 17.5mW | 水平偏波 | 北海道       | 200世帯           | 2010年 9月30日 |

- 所在地： 中川郡豊頃町茂岩[2]
- 放送区域： 豊頃町の一部[3]
- NHKには2010年5月24日、TVhを除く民放局には9月13日に予備免許が交付され[1]、いずれも9月16日に試験電波を発射[1]。9月30日に本免許が交付され[3][1]、同日、本放送が開始された[1]。また、TVhには2012年5月10日に予備免許が交付され[4]、5月21日に試験電波を発射[1]。6月4日に本免許が交付され[1]、同日、本放送を開始した[1]。
- TVhを除く民放局については、当初自力建設困難とされていた[5]。また、TVhについては、豊頃町が2011年度補正予算から開局費用のうち256万円を支出することを決めたため、開設が実現した[6]。

### アナログテレビ放送
| チャンネル 番号 | 放送局名             | 空中線 電力         | ERP                 | 偏波面   | 放送対象地域 | 放送区域 内世帯数 | 運用開始日 |
| --------------- | -------------------- | ------------------- | ------------------- | -------- | ------------ | ----------------- | ---------- |
| 50              | NHK 帯広教育         | 映像100mW/ 音声25mW | 映像200mW/ 音声51mW | 水平偏波 | 全国         | -                 | -          |
| 52              | NHK 帯広総合         | 映像100mW/ 音声25mW | 映像200mW/ 音声51mW | 水平偏波 | 十勝圏       | -                 | -          |
| 54              | HBC 北海道放送       | 映像100mW/ 音声25mW | 映像200mW/ 音声51mW | 水平偏波 | 北海道       | -                 | -          |
| 56              | STV 札幌テレビ放送   | 映像100mW/ 音声25mW | 映像200mW/ 音声51mW | 水平偏波 | 北海道       | -                 | -          |
| 58              | HTB 北海道テレビ放送 | 映像100mW/ 音声25mW | 映像200mW/ 音声51mW | 水平偏波 | 北海道       | -                 | -          |
| 60              | UHB 北海道文化放送   | 映像100mW/ 音声25mW | 映像200mW/ 音声51mW | 水平偏波 | 北海道       | -                 | -          |

- 所在地： デジタルテレビ放送に同じ
- 2011年7月24日をもってすべて廃止された。なお、TVhにはチャンネルが割り当てられていなかった。